# GePe
GePe är en tillverkare av fotoutrustning, främst diabildsramar och magasin för dessa, samt monteringsverktyg för diabilder och andra tillbehör. 

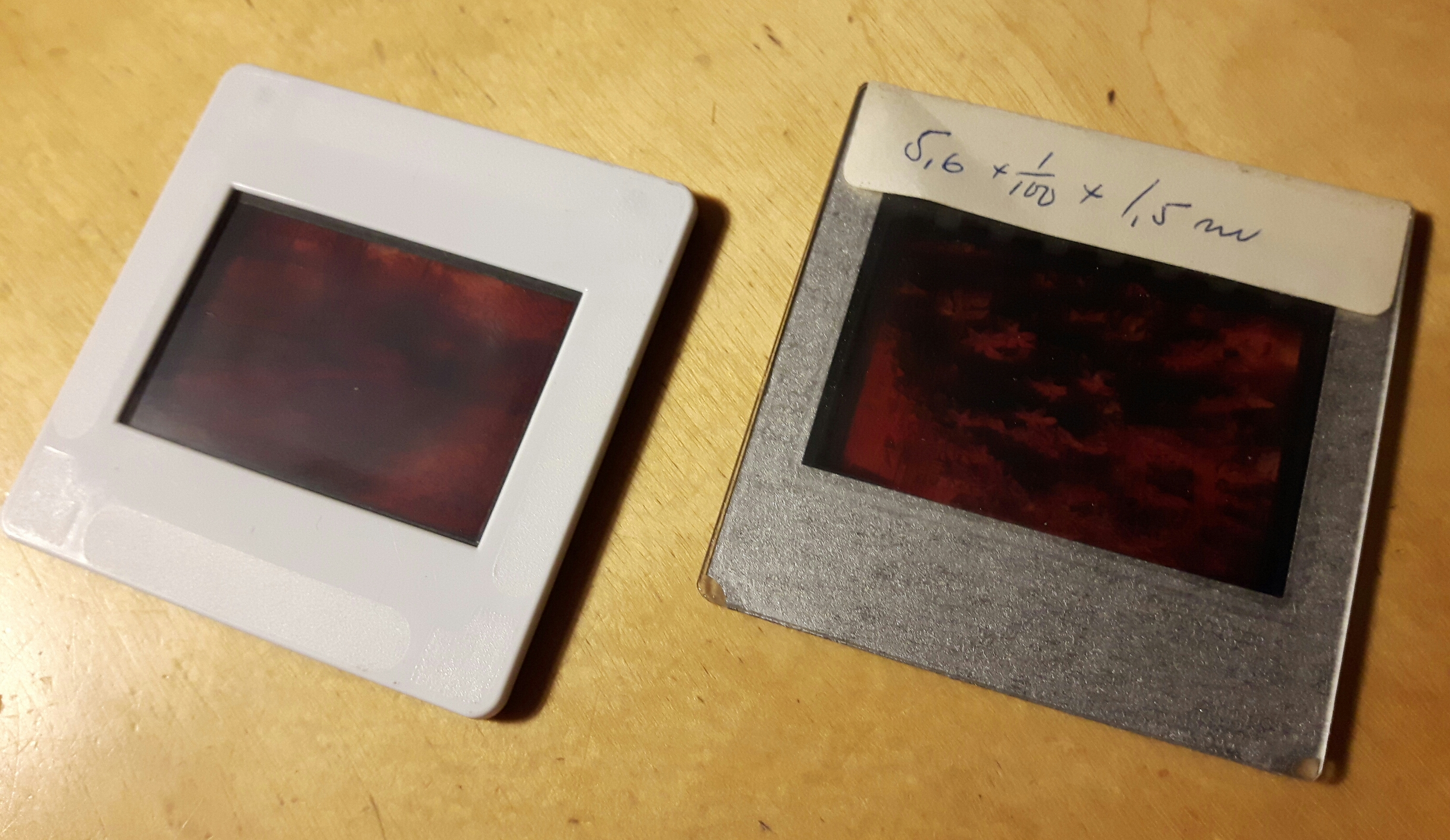
A-ramen till vänster, äldre glasmontering till höger.

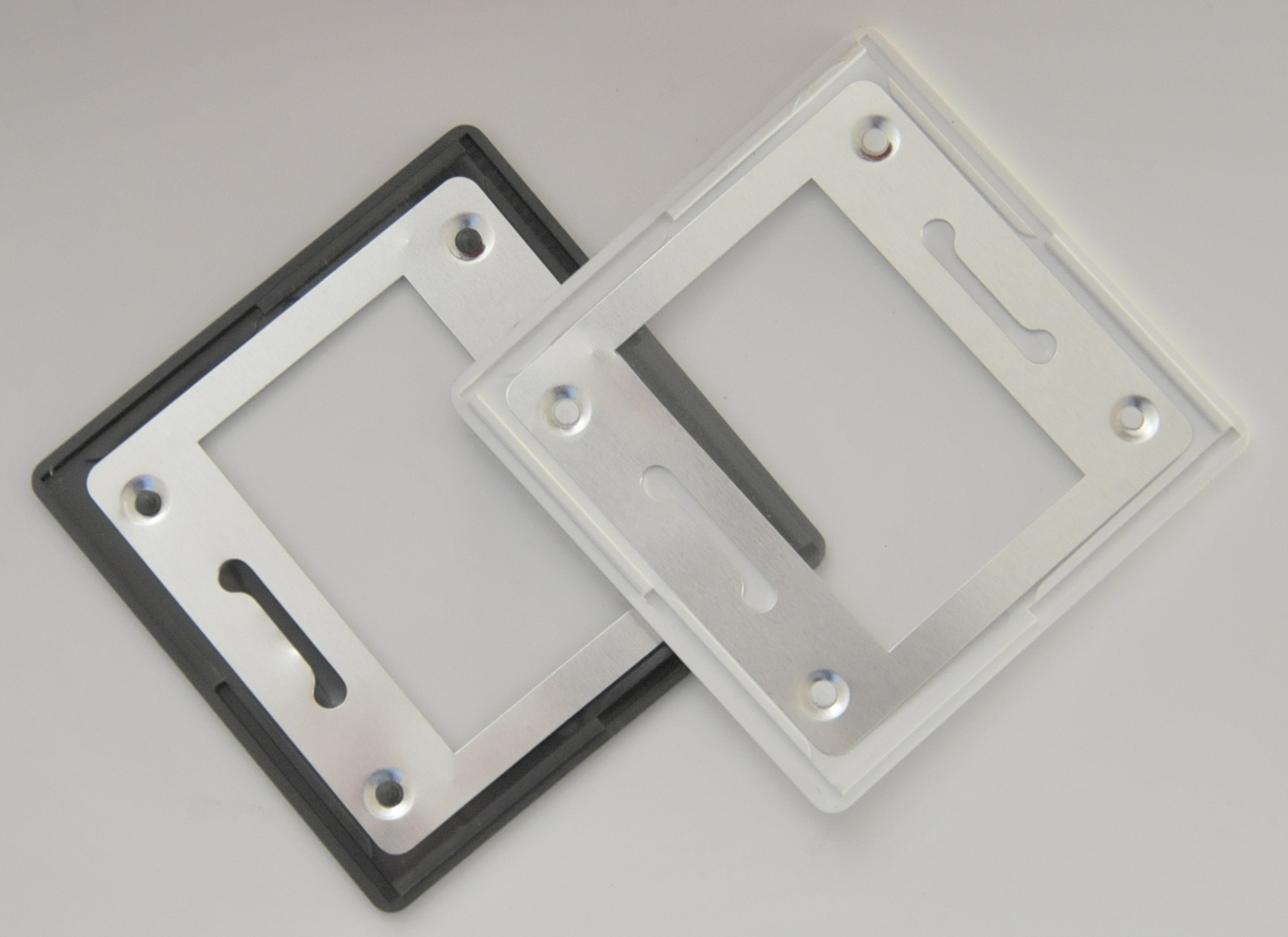
A-ramhalvor före montering. Den mörka halvan vänds mot projektorduken, den ljusa mot projektorlampan.

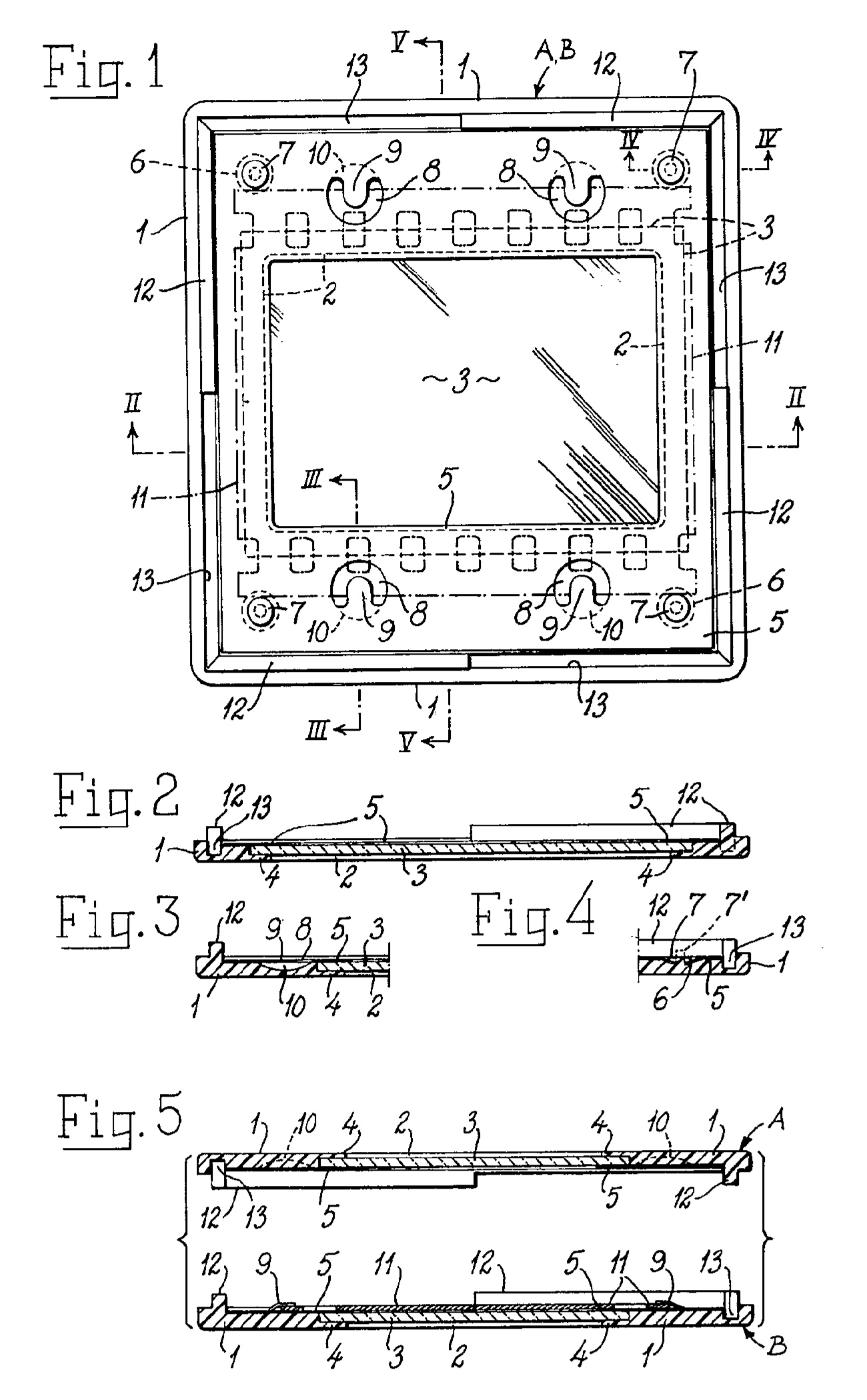
A-ramen, illustration till patent 200676.

Göran Pettersson, vars initaler utgör namnet, hade 1947 etablerat en fotohandel i Götene i Västergötland. Han uppfann en diabildsväxlare (svenskt patent 159076) för magasin och för att tillverka den grundade han 1955 företaget AB Biwex. 1962 uppfanns (svenskt patent 200676, lanserades 1963) "A-ramen" för diabilder i formsprutad plast, som med tiden gjorde företaget världsledande inom denna produkt. Företag i Nederländerna och Tyskland köptes upp. I början av 1990-talet insåg man att digital fotografering skulle förändra marknaden och 1992 köpte man upp Sterisol, en tillverkare av hudvårdsprodukter, för att diversifiera. Diaramstillverkningen koncentrerades 2007 till en enda fabrik i Tyskland. Företaget är alltjämt familjeägt.
GePe var en tid så dominerande på den svenska marknaden att deras namn används som benämning för det gamla standardsystemet för diaramar och diabildsmagasin. GePe-magasin tar 40 eller 50 bilder i ramar upp till tre mm tjocklek, men även tunnare ramar, till exempel CS-ramar eller pappramar, fungerar. I ett GePe-magasin står ramarna löst i fack med stöd nedtill och längs ena sidan. 
På grund av den stora risken att välta ut bilderna samt den låga packningstätheten utvecklades det konkurrerande CS-systemet som tar dubbelt så många bilder per längdenhet i tunna plastramar och även håller bilderna bättre på plats. CS-magasin fungerar inte i äldre projektorer för GePe-ramar, men de flesta CS-projektorer kan även använda GePe-magasin.